# Forsheda distrikt
Forsheda distrikt är ett distrikt i Värnamo kommun och Jönköpings län. 
Distriktet ligger i nordvästra delen av kommunen.

## Tidigare administrativ tillhörighet
Distriktet inrättades 2016 och utgörs av socknen Forsheda i Värnamo kommun.
Området motsvarar den omfattning Forsheda församling hade vid årsskiftet 1999/2000.